# Вказівки прокурора
Вказівки прокурора — один з видів процесуальних актів прокуратури, які даються здебільшого в письмовій формі і як самостійні процесуальні документи долучаються до кримінальної справи. Адресовані органам дізнання і попереднього слідства щодо порушення кримінальних справ чи вчинення інших процесуальних дій. Прокурор може вимагати від цих органів для перевірки матеріали та ін. відомості про злочини чи осіб, які їх скоїли, і давати письмові вказівки щодо наступних дій та усунення виявлених порушень законів.